# Локні (Техас)
Локні (англ. Lockney) — місто (англ. town) в США, в окрузі Флойд штату Техас. Населення — 1498 осіб (2020).

## Географія
Локні розташоване за координатами 34°7′23″ пн. ш. 101°26′33″ зх. д. / 34.12306° пн. ш. 101.44250° зх. д. (34.123055, -101.442446).  За даними Бюро перепису населення США в 2010 році місто мало площу 4,00 км², уся площа — суходіл.

## Демографія
Згідно з переписом 2010 року, у місті мешкали 1842 особи в 643 домогосподарствах у складі 497 родин. Густота населення становила 460 осіб/км².  Було 776 помешкань (194/км²).
Расовий склад населення:
| - 73,3 % — білих - 2,8 % — чорних або афроамериканців - 0,3 % — корінних американців - 0,1 % — азіатів - 22,9 % — осіб інших рас |

До двох чи більше рас належало 0,6 %. Частка іспаномовних становила 58,7 % від усіх жителів.
За віковим діапазоном населення розподілялося таким чином: 30,7 % — особи молодші 18 років, 51,3 % — особи у віці 18—64 років, 18,0 % — особи у віці 65 років та старші. Медіана віку мешканця становила 36,6 року. На 100 осіб жіночої статі у місті припадало 94,7 чоловіків;  на 100 жінок у віці від 18 років та старших — 89,7 чоловіків також старших 18 років.
Середній дохід на одне домашнє господарство  становив 47 537 доларів США (медіана — 38 750), а середній дохід на одну сім'ю — 53 489 доларів (медіана — 48 708). Медіана доходів становила 27 679 доларів для чоловіків та 27 500 доларів для жінок. За межею бідності перебувало 24,5 % осіб, у тому числі 37,4 % дітей у віці до 18 років та 13,6 % осіб у віці 65 років та старших.
Цивільне працевлаштоване населення становило 671 особа. Основні галузі зайнятості: освіта, охорона здоров'я та соціальна допомога — 36,5 %, сільське господарство, лісництво, риболовля — 14,2 %, роздрібна торгівля — 13,1 %.